# Mir EP-2
Mir Chipka , était une expédition de visite à la station spatiale Mir menée en juin 1988 par les cosmonautes Anatoly Solovyev, Viktor Savinykh et Aleksandr Aleksandrov. Lancé à bord du vaisseau spatial Soyouz TM-5, l'équipage a passé dix jours dans l'espace avant de retourner sur Terre à bord du Soyouz TM-4. La mission s'est déroulée alors que l'équipage du EO-3 était à bord de Mir. 
Solovyev, commandait de la mission, avec Savinykh comme ingénieur de vol, tandis que le bulgare Aleksandr Panayatov Aleksandrov a volé en tant que cosmonaute de recherche. Aleksandrov a été le deuxième Bulgare à voler dans l'espace, le premier étant Georgi Ivanov, qui a volé sur Soyouz 33. Ivanov n'a pas réussi à atteindre la station spatiale Saliout 6 car sa mission a été abandonnée avant l'amarrage en raison d'une panne de moteur à bord de son vaisseau spatial Soyouz 33. En conséquence, avant l'expédition Mir Chipka, la Bulgarie était le seul allié soviétique d'Europe de l'Est à ne pas demander à un de ses citoyens de visiter une station spatiale soviétique, par peur qu'un accident ne se reproduise.

## Équipage
| Mir Chipka              | Nom                   | Vol spatial | lancement                  | Atterrissage                | Durée     |
| ----------------------- | --------------------- | ----------- | -------------------------- | --------------------------- | --------- |
| Commandant              | Anatoli Soloviov      | Premier     | 7 juillet 1988 Soyouz TM-5 | 17 juillet 1988 Soyouz TM-4 | 9,8 jours |
| Ingénieur de bord       | Viktor Savinykh       | Troisième   | 7 juillet 1988 Soyouz TM-5 | 17 juillet 1988 Soyouz TM-4 | 9,8 jours |
| Cosmonaute de recherche | Aleksandr Aleksandrov | Premier     | 7 juillet 1988 Soyouz TM-5 | 17 juillet 1988 Soyouz TM-4 | 9,8 jours |

## Expériences
Au cours de sa visite, Aleksandrov a utilisé près de 2 000 kg d'équipements livrés par le vaisseau spatial Progress pour mener 46 expériences dans le cadre du programme Shipka. 

## Atterrissage
L'équipage est revenu sur Terre environ une semaine plus tard dans le vaisseau spatial Soyouz TM-4, laissant TM-5 comme canot de sauvetage de la station. 